# Charadra pata
Charadra pata är en fjärilsart som beskrevs av Druce 1894. Charadra pata ingår i släktet Charadra och familjen Pantheidae. Inga underarter finns listade i Catalogue of Life.

## Bildgalleri

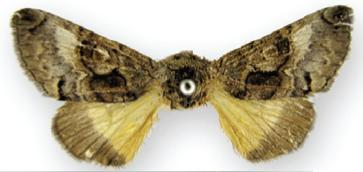